# پیکل نر (دهانه)
پیکل نر یک دهانه برخوردی در ماه‌ است.

## دهانه‌های اقماری
این دهانه ۵ دهانه اقماری دارد.
| Pikelʹner | عرض جغرافیایی | طول جغرافیایی | قطر          |
| --------- | ------------- | ------------- | ------------ |
| Y         | ۴۷.۴° S       | ۱۲۳.۱° E      | ۵۲.۰ کیلومتر |
| K         | ۵۰.۳° S       | ۱۲۴.۸° E      | ۳۶.۰ کیلومتر |
| S         | ۴۸.۷° S       | ۱۲۰.۲° E      | ۶۲.۰ کیلومتر |
| G         | ۴۹.۱° S       | ۱۲۸.۳° E      | ۲۴.۰ کیلومتر |
| F         | ۴۸.۰° S       | ۱۲۷.۶° E      | ۳۰.۰ کیلومتر |